# Agave aktites
Espèce
Agave aktites est une espèce de plantes du genre Agave.